# Corvees
Les corvees (del francès corvée) són prestacions en treball que havien de fer alguns camperols a la reserva senyorial.
La reserva senyorial era la part del feu que el senyor explotava directament. Als pagesos, doncs, se’ls exigia una quantitat de jornades de treball en les terres del senyor. Aquestes jornades podien anar des d'algunes setmanes concentrades en períodes de treball intensiu, fins a tres o quatre dies a la setmana durant tot l'any o bé treballs esporàdics per portar a terme el manteniment del castell, dels camins i dels ponts.
Les corvees més freqüents, les de caràcter agrícola, no les podem considerar pròpiament una imposició senyorial, sinó que eren una forma de pagament per l'arrendament de la terra que pertanyia al senyor.